# Jasmine Villegas
Pour les articles homonymes, voir Villegas.
Jasmine Marie Villegas, de son nom de scène Jasmine V, née le 7 décembre 1993 à San José en Californie, est une actrice et une chanteuse américaine.

## Biographie

### Carrière musicale
Elle fait partie de la tournée My World Tour avec Justin Bieber, et a déjà réalisé plus de 40 chansons. La jeune chanteuse a réalisé les singles Paint A Smile -qui n'est que la suite de son clip  Didn't Mean It sur les abus qu'elle a subis autrefois par son ex.
Sa première mixtape S(HE) BE(LIE)VE(D) est sortie en octobre 2011. Sur cette dernière figure des collaborations avec Tyga et Ryan Leslie.
Elle a un frère, Jream Andrew, dont la passion est également la musique. D'ailleurs lui et Jasmine ont collaboré sur les morceaux Coldest Heartbreak, Crew Love et What U like.
Elle a également écrit une chanson avec Nick Jonas.
Son deuxième album That's Me Right There Ne Ep est sorti le 11 novembre 2014, en collaboration avec Kendrick Lamar.

### Carrière cinématographique
Jasmine Villegas a déjà joué aux côtés de Selena Gomez, Samantha Droke et Jake T. Austin. Elle est bonne amie notamment avec Paige Hurd, Jessica Jarrell, Small Change et Irem. Jasmine a aussi joué dans un épisode de Phénomène Raven. En 2006, elle a réalisé le tournage d'un pilote pour une sitcom Disney, House Broken, et un spin-off : la Vie de palace de Zack et Cody, mettant en vedette Arwin, alias Brian Stepanek. Elle est aussi apparue dans Ma famille d'abord, l'épisode 11 de la saison 4, intitulé  Un bœuf plutôt vache.
Jasmine Villegas a joué dans de nombreux rôles, comme dans des publicités, ainsi que des émissions de télévision. Elle fait aussi certaines apparitions dans des clips : elle joue le rôle de la fille séduisant Justin Bieber dans le clip Baby qui a d'ailleurs été inspirée du clip The Way You Make Me Feel de Michael Jackson. De ce dernier, elle apparait dans Jesus Walks de Kanye West, ou encore How To Deal de Frankie J. Elle fait aussi une apparition dans le clip Eenie meenie de Justin Bieber et Sean Kingston en 2010.

### Vie de famille
Jasmine a des origines philippines et mexicaines. Elle a un frère cadet, Justin Villegas (né le 27 janvier 2000), ainsi qu'un demi-frère maternel, Jream Andrew Sablan (né le 3 janvier 1991), et un demi-frère paternel, Robert Villegas Jr.

#### Vie sentimentale
En 2010, elle a été en couple durant plusieurs mois avec le chanteur canadien, Justin Bieber - rencontré sur le tournage de son clip, Baby. De 2010 à 2013, elle a été la petite-amie du rappeur, Jinsu Snippet, et était victime de violences conjugales.
En 2014, elle devient la compagne du blogueur, Ronald Smith Quincy Hackett III, alias Ronnie Banks (né le 20 octobre 1997) - rencontré sur le tournage de son clip, That's Me Right There. Ils ont une fille, prénommée Ameera Reign Eloise Villegas Hackett, née le 19 février 2016. Ils se fiancent le 25 décembre 2016, puis se séparent un an plus tard.
En 2019, elle entame une relation avec un certain Omar Amin - avec qui elle a un fils, prénommé Zayne Omar Amin, né le 15 mai 2020. Début décembre 2020, elle annonce leur séparation.

## Discographie

### Mixtapes
- 2011 : S(he) Be(lie)ve(d)[3]
- 2014 : That's Me Right There

#### Liste des titres
| #  | Morceau               | Durée |
| -- | --------------------- | ----- |
| 1  | Intro                 | 0:03  |
| 2  | So Silly ft. Tyga     | 4:22  |
| 3  | Masquerade            | 2:59  |
| 4  | Just A Friend         | 2:55  |
| 5  | Jealous               | 3:46  |
| 6  | Interlude             | 0:06  |
| 7  | Angel                 | 3:42  |
| 8  | This Isn't Love       | 2:59  |
| 9  | Hello ft. Ryan Leslie | 4:27  |
| 10 | Werk                  | 3:21  |
| 11 | The Breakup Song      | 2:59  |
| 12 | Outro                 | 0:07  |

### Singles
- 2010 : Serious[4]
- 2010 : All These Boys[5]
- 2010 : Jealous[6]
- 2010 : Werk[7]
- 2011 : Natural[8]
- 2011 : Just A Friend[9]
- 2011 : Hello ft. Ryan Leslie[10]
- 2012 : Didn't Mean It[11]
- 2012 : Invincible[12]
- 2013 : Paint A Smile[13]
- 2013 : Breathe Your Love[14]
- 2013 : Masquerade
- 2014 : Wlak Away
- 2014 : Me Without You
- 2014 : I Love Your Crazy
- 2014 : Who That

### Collaborations
- 2008 : Just You And Me ft. Brandon Kane
- 2010 : Why Can't We Be Friends ? ft. Sean Kingston
- 2011 : Kiss Me Thru The Phone ft. Scooter Smiff
- 2012 : The Chase ft. G-3[15]
- 2013 : What U Like ft. Jream Andrew[16]
- 2013 : Now Is The Time ft. Wally Lopez[17]
- 2014 : That's Me Right There ft. Kendrick Lamar

### Autres morceaux
- Because I Said So
- Boys Don't Cry
- Candy
- Cool Girl
- First Crush
- Hate That I Love You
- Hot Like Fire
- I Found You
- I Own This
- If U Only Knew
- Last Breath
- Let Him Go
- Live Your Dreams
- Remember My Name
- Time
- To The Yard
- You Chose Mine

## Filmographie

### Clips vidéos

#### Clips de Jasmine V
| Titre                                    | Année | Album                    | Réalisateur |
| ---------------------------------------- | ----- | ------------------------ | ----------- |
| Kiss Me Thru The Phone ft. Scooter Smiff | 2008  | Aucun                    | -           |
| I Own This                               | 2009  | Aucun                    | -           |
| Serious                                  | 2010  | Aucun                    | -           |
| All These Boys                           | 2011  | Aucun                    | NappyTabs   |
| Natural                                  | 2011  | Aucun                    | -           |
| Jealous                                  | 2011  | S(he) Be(lie)ve(d)       | Benny Boom  |
| Werk                                     | 2011  | S(he) Be(lie)ve(d)       | -           |
| Just A Friend                            | 2011  | S(he) Be(lie)ve(d)       | -           |
| Didn't Mean It                           | 2012  | Aucun                    | Mike Ho     |
| Paint A Smile                            | 2013  | Aucun                    | Mike Ho     |
| Masquerade                               | 2013  | S(he) Be(lie)ve(d)       | Mike Ho     |
| That's Me Right There Ft. Kendrick Lamar | 2014  | That's Me Right There EP | -           |
| I Love Your Crazy                        | 2014  | That's Me Right There EP | -           |

#### Clips d'autres artistes
| Titre               | Artiste                                                      | Année | Rôle                                        |
| ------------------- | ------------------------------------------------------------ | ----- | ------------------------------------------- |
| Jesus Walks         | Kanye West                                                   | 2004  | Figurante - Ange                            |
| How To Deal         | Frankie J                                                    | 2005  | Figurante                                   |
| Baby                | Justin Bieber ft. Ludacris                                   | 2010  | Rôle principale - Béguin de Justin          |
| Eenie Meenie        | Justin Bieber ft. Sean Kingston                              | 2010  | Figurante - Fêtarde                         |
| My Girl (remix)     | Mindless Behavior ft. Ciara, Tyga & Lil Twist                | 2011  | Figurante - Béguin de Tyga                  |
| Slide Over          | Baby Bash ft. Miguel                                         | 2012  | Rôle principal - Béguin du vendeur          |
| What U Like         | Jream Andrew ft. Jasmine V                                   | 2013  | Elle-même                                   |
| Now Is The Time     | Wally Lopez ft. Jasmine V                                    | 2013  | Elle-même                                   |
| Uptown Funk (cover) | Fifth Harmony ft. Jacob Whitesides, Jasmine V & Mahogany Lox | 2015  | Elle-même                                   |
| This Could Be Us    | Rae Sremmurd                                                 | 2015  | Rôle principal - Ex petite amie de Swae Lee |
| Selfish Girls       | Jake Miller                                                  | 2015  | Elle-même                                   |

### Films
| Titre       | Année | Réalisateur | Rôle                                   |
| ----------- | ----- | ----------- | -------------------------------------- |
| Housebroken | 2005  | -           | Rôle principal au côté de Selena Gomez |

### Séries télévisées
| Titre              | Épisode                | Année | Rôle                                   |
| ------------------ | ---------------------- | ----- | -------------------------------------- |
| Ma famille d'abord | Le groupe de Michael   | 2003  | Apparition exceptionnelle - Rachel     |
| Agence Matrix      | Extremist makeover     | 2004  | Apparition exceptionnelle - Fille no 1 |
| The Nine           | Étrangers              | 2006  | Apparition exceptionnelle - Tiffany    |
| Phénomène Raven    | La chouchoutte du prof | 2007  | Apparition exceptionnelle - Patty      |